# Šertapšuruḫi
Šertapšuruḫi ist im hethitisch-hurritischen Lied des Ḫedammu die Tochter des „großen Meeres“. Sie ist riesenhaft und wie „süße Milch“. Letzteres ist vielleicht eine Anspielung auf den Meeresschaum. Sie wird dem Kumarbi zur Ehe gegeben, der mit ihr den Seedrachen Ḫedammu zeugt. Der hurritische Name kann nicht gedeutet werden.